# Liste der Einträge im National Register of Historic Places im Fayette County (Tennessee)

Lage des Fayette Countys in Tennessee

Die Liste der Einträge im National Register of Historic Places im Fayette County in Tennessee führt die Bauwerke und historischen Stätten im Fayette County auf, die in das National Register of Historic Places aufgenommen wurden.

## Derzeitige Einträge
| [ 2 ] | Name                          | Bild                         | Eintragsdatum        | Lage                                                                                             | Ort                     | Beschreibung                      |
| ----- | ----------------------------- | ---------------------------- | -------------------- | ------------------------------------------------------------------------------------------------ | ----------------------- | --------------------------------- |
| 1     | Bolivar-Somerville Stage Road |                              | 2005 ID-Nr. 05000802 | Herron Drive Ecke Stewart Road, Rund 6 km südwestlich von Whiteville 35° 15′ 2″ N, 89° 11′ 13″ W | Whiteville              | Reicht bis in das Hardeman County |
| 2     | Crawford General Store        |                              | 1975 ID-Nr. 75001752 | Macon Road 35° 9′ 30″ N, 89° 22′ 28″ W                                                           | Williston               |                                   |
| 3     | Crawford's Experiment Farm    |                              | 1991 ID-Nr. 91000247 | Hotel Street Ecke Old Somerville-Williston Road 35° 9′ 40″ N, 89° 22′ 24″ W                      | Williston               |                                   |
| 4     | Immanuel Church               | Immanuel Church              | 1972 ID-Nr. 72001239 | 2nd Street Ecke Chestnut Street 35° 2′ 38″ N, 89° 14′ 31″ W                                      | La Grange               |                                   |
| 5     | La Grange Historic District   |                              | 1975 ID-Nr. 75001751 | Beiderseits der TN 57 östlich der Kreuzung mit dem US 18 35° 2′ 1″ N, 89° 14′ 19″ W              | La Grange               |                                   |
| 6     | Lucerne                       |                              | 1977 ID-Nr. 77001269 | Rund 12 km nördlich von Somerville abseits der TN 76 35° 20′ 48″ N, 89° 20′ 30″ W                | nördlich von Somerville |                                   |
| 7     | Mebane-Nuckolls House         |                              | 1985 ID-Nr. 85002910 | Macon-Collierville Road 35° 8′ 6″ N, 89° 32′ 46″ W                                               | Macon                   |                                   |
| 8     | Miller House                  |                              | 1978 ID-Nr. 78002587 | Raleigh-La Grange Road 35° 6′ 33″ N, 89° 34′ 36″ W                                               | Elba                    |                                   |
| 9     | Oakland Presbyterian Church   |                              | 2002 ID-Nr. 02000235 | 14780 TN 194 35° 13′ 42″ N, 89° 30′ 52″ W                                                        | Oakland                 |                                   |
| 10    | Rossville Historic District   |                              | 2001 ID-Nr. 01000726 | Entlang von Main Street, 2nd Street und Front Street 35° 9′ 12,8″ N, 89° 29′ 13″ W               | Rossville               |                                   |
| 11    | Somerville Historic District  | Somerville Historic District | 1982 ID-Nr. 82003968 | Court Square und verschiedene Gebäude entlang der North Main Street 35° 14′ 25″ N, 89° 20′ 58″ W | Somerville              |                                   |
| 12    | Williston Historic District   |                              | 1995 ID-Nr. 95001409 | Abgegrenzt durch Hotel Street, Railroad Street und Walker Avenue 35° 9′ 39″ N, 89° 22′ 22″ W     | Williston               |                                   |